# Отьон
Отьо́н (фр. Haution) — коммуна во Франции, находится в регионе Пикардия. Департамент коммуны — Эна. Входит в состав кантона Вервен. Округ коммуны — Вервен.
Код INSEE коммуны — 02377.

## Население
Население коммуны на 2010 год составляло 147 человек.
| 1962 | 1968 | 1975 | 1982 | 1990 | 1999 | 2010 |
| ---- | ---- | ---- | ---- | ---- | ---- | ---- |
| 226  | 202  | 157  | 145  | 184  | 153  | 147  |

## Экономика
В 2010 году среди 95 человек трудоспособного возраста (15—64 лет) 77 были экономически активными, 18 — неактивными (показатель активности — 81,1 %, в 1999 году было 65,6 %). Из 77 активных жителей работали 72 человека (41 мужчина и 31 женщина), безработныхи было 5 (0 мужчин и 5 женщин). Среди 18 неактивных 5 человек были учениками или студентами, 9 — пенсионерами, 4 были неактивными по другим причинам.